# Franz Müntefering
Franz Münteferingⓘ (ur. 16 stycznia 1940 w Neheim-Hüsten) – niemiecki polityk, deputowany do Bundestagu, działacz Socjaldemokratycznej Partii Niemiec (SPD) i jej przewodniczący w latach 2004–2005 oraz 2008–2009, minister transportu, budownictwa i mieszkalnictwa od 1998 do 1999, wicekanclerz oraz minister pracy i spraw społecznych od 2005 do 2007.

## Życiorys
Ukończył kształcenie zawodowe jako handlowiec przemysłowy. W latach 1957–1975 pracował w przemyśle metalurgicznym. Został działaczem związku zawodowego IG Metall.
W 1966 wstąpił do Socjaldemokratycznej Partii Niemiec. W 1975 po raz pierwszy objął mandat posła do Bundestagu, wykonywał go do 1992. Złożył mandat w związku z powołaniem na ministra pracy, zdrowia i spraw społecznych w rządzie Nadrenii Północnej-Westfalii, którym był do 1995. Następnie do 1998 wchodził w skład landtagu tego kraju związkowego. Ponownie wybrany do niższej izby niemieckiego parlamentu federalnego w 1998, zasiadał w Bundestagu do 2013, kiedy to nie ubiegał się o ponowny wybór.
Awansował jednocześnie w partyjnej strukturze SPD, w 1992 dołączając do zarządu federalnego. W latach 1998–2001 pełnił funkcję przewodniczącego partii w Nadrenii Północnej-Westfalii. Od 27 października 1998 do 29 września 1999 sprawował urząd ministra transportu, budownictwa i mieszkalnictwa w rządzie Gerharda Schrödera. Po odejściu z gabinetu objął funkcję sekretarza generalnego SPD, którą pełnił do 2002.
21 marca 2004 został nowym przewodniczącym SPD w miejsce Gerharda Schrödera. Socjaldemokraci (promujący reelekcję dotychczasowego kanclerza) przegrali wybory w 2005. Zawiązali jednocześnie koalicję ze zwycięskimi chadekami. W nowo powołanym rządzie Angeli Merkel 22 listopada 2005 Franz Müntefering objął urzędy wicekanclerza oraz ministra pracy i spraw społecznych. W tym samym miesiącu na funkcji przewodniczącego partii zastąpił go Matthias Platzeck. 21 listopada 2007 odszedł z rządu. Swoją ogłoszoną kilka dni wcześniej rezygnację motywował ciężką chorobą nowotworową swojej żony.
We wrześniu 2008 zadeklarował ubieganie się o przywództwo w partii w miejsce Kurta Becka, w październiku tegoż roku ponownie został przewodniczącym SPD. Ustąpił w listopadzie 2009 na skutek porażki socjaldemokratów w wyborach parlamentarnych. Po odejściu z parlamentu został m.in. współprzewodniczącym stowarzyszenia obywatelskiego Deutsche Gesellschaft.